# Zhang Na (Volleyballspielerin)
Zhang Na (chinesisch 张娜, Pinyin Zhāng Nà; * 19. April 1980 in Tianjin) ist eine chinesische Volleyballspielerin.
Zhang Na spielte in der chinesischen Nationalmannschaft als Libera und gewann bei den Olympischen Spielen 2004 in Athen die Goldmedaille und bei den Olympischen Spielen 2008 in Peking die Bronzemedaille. Sie gewann außerdem 2003 den World Grand Prix und den Weltpokal in Japan. Zhang ist auch zweifache Asienmeisterin und gewann 2006 die Asienspiele. Sie wurde mehrfach als „Beste Libera“ bzw. „Beste Annahmespielerin“ ausgezeichnet.